# OKI (음악가)

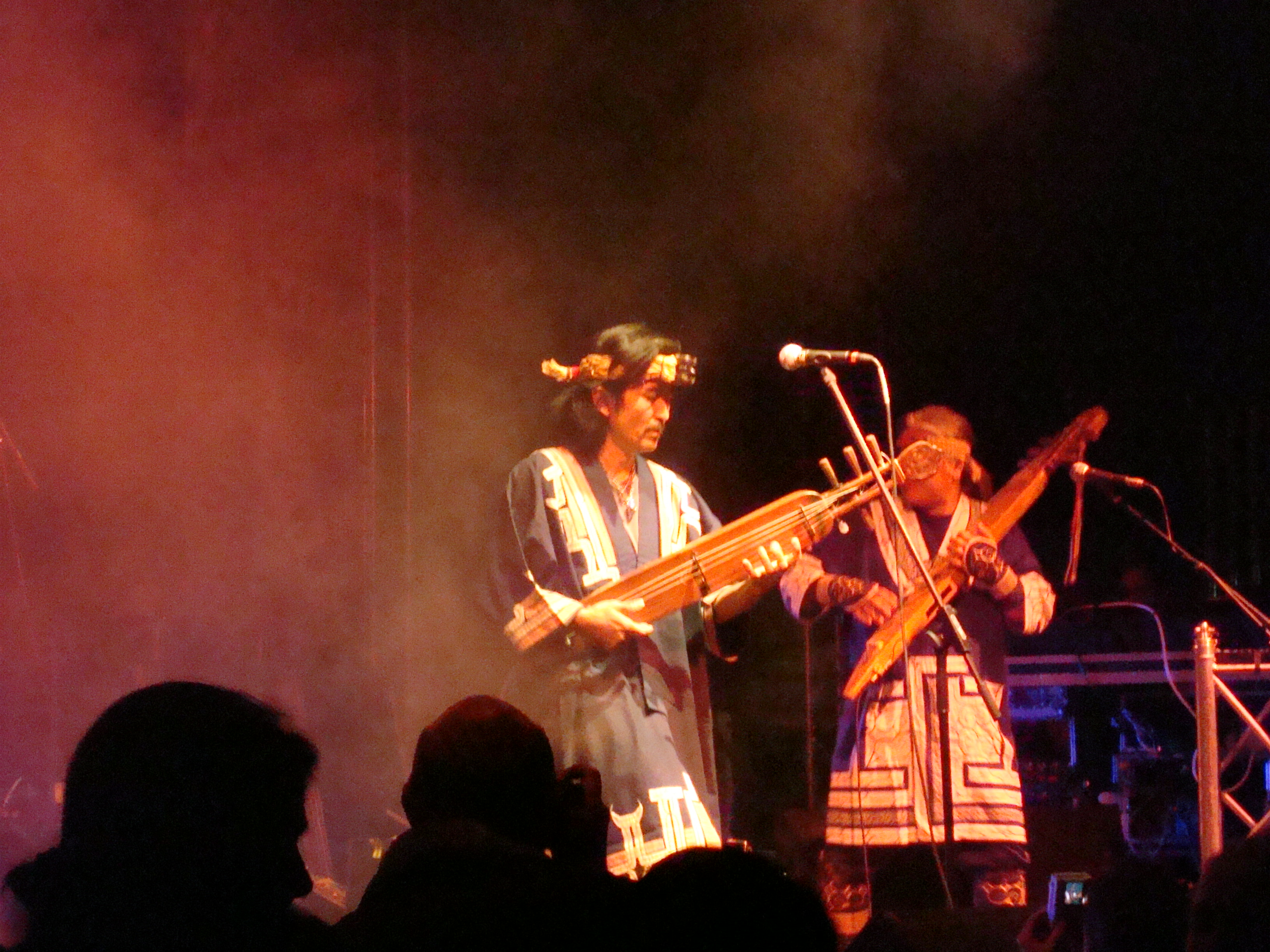
공연 중인 오키 밴드(2007년 7월 6일 촬영)

OKI(오키, 본명: 카노 오키, 일본어: 加納沖, 1957년 ~ )는 일본의 아이누족 출신의 음악가, 예술가이다. 치카루 스튜디오(チカルスタジオ)소속이며, 본명은 칸노 오키(加納沖)이다.

## 약력
일본 가나가와현출신으로 도쿄 예술대학(東京芸術大学) 공예과를 졸업했다. 아버지는 아이누족으로 조각가인 스나자와 빗키(砂澤ビッキ)이다. 아이누 민족음악인 돈코리를 사용하며 아이누 전통음악과 레게, DUB 등의 흑인음악을 섞어놓은 작품을 발표했다.
음악활동을 시작하기 전에는 미국이나 일본 등에서 영화 특수 촬영으로 종사했다.
일본국내에서의 활동뿐만 아니라, 해외의 민족음악 페스티벌 등에도 적극적으로 참가하고, 2006년에는 아일랜드의 켈트음악 그룹 KiLA(킬라)와 같이 싱글 「Tog e go Bog e」을 제작해서 발표했다.

## 작품
- 노래(앨범 및 싱글)
  - HANKAPUY(feat.안도 우메코) - 1999년 3월 20일 발매
  - KAMUY KOR NUPURPE - 2001년 5월 27일 발매
  - NO-ONE'S LAND - 2002년 6월 2일 발매
  - DUB AINU - 2004년 10월 17일 발매
  - 돈코리(トンコリ) - 2005년 5월 12일 발매
  - Tog e go Bog e-気楽にやれよ(싱글) - 2006년 2월 17일 발매 (※KiLA&OKI 명의)
  - 熊出没(베스트 앨범) - 2006년 2월 17일 발매
  - DUB AINU DELUXE - 2006년 7월 16일 발매
  - OKI DUB AINU BAND - 2006년 12월 3일 발매
  - SAKHALIN ROCK - 2010년 발매
  - HIMALAYAN DUB - 2011년 발매

- 프로듀스
  - IHUNKE 안도 우메코 - 2001년 5월 20일 발매
  - UPOPO SANKE 안도 우메코 - 2003년 12월 14일 발매
  - 좀 더 있어, 조용하네.(もっといて、ひっそりね。) 마레우레우 - 2012년 발매

- 참가 앨범
  - 하얀 배(白い船)(오리지널 사운드트랙) 카도마츠 토시키 - 2002년 6월 26일 발매
  - INCARNATIO 카도마츠 토시키 - 2002년 10월 30일 발매
  - Summer 4 Rhythm 카도마츠 토시키 - 2003년 8월 6일 발매

- 회본
  - 칸나카무이와 딸 이야기(カンナカムイと娘 語り)

- 저작
  - 아이누라클 에카시와 홋카이도(「アイヌ ラックル エカシと 北海道), 홋카이도와 오키나와(北海道と沖縄) 분담 집필 (삿포로 가쿠인대학) - 2003년 3월 31일